# Husam Azzam
Husam Azzam là một vận động viên điền kinh người Palestine. Theo thông tin từ Ủy ban Paralympic Quốc tế, ông là "vận động viên Palestine đầu tiên tham gia Thế vận hội Paralympic" khi ông đại diện cho Palestine tại Thế vận hội Paralympic Mùa hè 2000 tại Sydney. Azzam đã giành được huy chương đồng ở bộ môn ném lao ở Sydney, với cú ném có khoảng cách 6,94 mét. Điều này là huy chương Paralympic đầu tiên cho Palestine.
Ông đã đại diện cho Palestine một lần nữa tại Thế vận hội Paralympic Mùa hè 2004 tại Athens và giành được huy chương bạc ở bộ môn ném lao.
Tham gia lần thứ ba tại Thế vận hội Paralympic Mùa hè 2008 tại Beijing, ông đã là người đại diện cờ của Palestine trong Lễ khai mạc của Thế vận hội.